# 2364 Seillier
A 2364 Seillier (ideiglenes jelöléssel 1978 GD) a Naprendszer kisbolygóövében található aszteroida. Henri Debehogne fedezte fel 1978. április 14-én.